# نظریه توطئه اسپای‌گیت
اسپای‌گیت (Spygate) یک نظریهٔ توطئه است که توسط رئیس‌جمهور وقت ایالات متحده، دونالد ترامپ در ماه مه سال ۲۰۱۸ آغاز شد که دولت اوباما در انتخابات ریاست‌جمهوری ۲۰۱۶ خود برای اهداف سیاسی به جاسوسی از او پرداخته‌است.
در تاریخ ۲۲ تا ۲۳ م ۲۰۱۸، ترامپ این اظهارات را بدون ارائهٔ شواهد بیان کرد و افزود که این تلاش برای کمک به رقیب ترامپ، هیلاری کلینتون، برای پیروزی در انتخابات ریاست‌جمهوری سال ۲۰۱۶ بود. او گفت که این شخص برای انجام این کار «مقدار عظیمی پول» دریافت کرده‌است.